# Novoleksivka (Jersón)
Novoleksivka (en ucraniano: Новоолексіївка, romanizado: Novooleksiivka; en ruso: Новоалексеевка, romanizado: Novoalekseyevka) es una pequeña ciudad ucraniana perteneciente al óblast de Jersón. Situada en el sur del país, era parte del raión de Novotroitske hasta 2020, aunque ahora es parte del raión de Geníchesk y del municipio (hromada) de Geníchesk.
La ciudad se encuentra ocupada por Rusia desde febrero de 2022 en el marco de la invasión rusa de Ucrania.

## Toponimia
La ciudad también recibe otros nombres en lenguas de importancia local (en tártaro de Crimea: Novooleksiyivka).

## Geografía
Novoleksivka está 17 km al noreste de Geníchesk, 92 km al suroeste de Melitópol y 162 km al sureste de Jersón. 

## Historia
En 1874, cerca del pueblo Novoleksivka (ahora pueblo Oleksivka), se fundó una pequeña estación de ferrocarril, también llamada Novoleksivka. Al mismo tiempo, surgió un asentamiento de estación del mismo nombre alrededor de la estación en la vía férrea de Lozova a Sebastopol, que luego se convirtió en un asentamiento importante. Como la rotación de carga de la estación era pequeña, la población de Novooleksiivka se dedicaba principalmente a la agricultura y era parte del distrito de Dniprovski de la gobernación de Táurida en ese momento. Las empresas industriales en el pueblo incluían un molino de vapor, un aserradero y un molino de viento. Antes de la revolución, Novooleksiivka era un pueblo poco atractivo. Las pobres casas de los pobres estaban abarrotadas a lo largo de las calles estrechas y tortuosas. El agua potable estaba disponible solo en un pozo de la estación, cerca del cual siempre había colas. Durante mucho tiempo no hubo escuela ni centro médico en el pueblo.
En 1908, se construyó la primera escuela en Novoleksivka a expensas de los campesinos locales, donde se emplearon 2 maestros y se contrataron 64 alumnos. En 1930, se construyó una granja productora de frutas sovjós, cuya actividad principal era la producción, cosecha, almacenamiento, procesamiento y venta de semillas.
En 1930, se estableció una granja estatal de cultivo de frutas en Novoleksivka, cuyo objeto era la producción, cosecha, almacenamiento, procesamiento y venta de material de plantación de cultivos frutales y ornamentales. En 1931, la estación de máquinas-tractores Novoleksivka comenzó a funcionar. En 1938 se elevó a tipo urbano el asentamiento en torno a la estación de tren. 
Novoleksivka fue capturada por los nazis el 15 de septiembre de 1941 en la Segunda Guerra Mundial, y el 30 de octubre de 1943 fue liberado por el Ejército Rojo.
Hasta la abolición de la ley ucraniana "Sobre los fundamentos de la política lingüística estatal" y, por lo tanto, la decisión del consejo de Novoleksivka del 19 de abril de 2013 que quedó invalidada, el idioma tártaro de Crimea era un idioma regional. Hasta el 18 de julio de 2020 y después, Novoleksivka era parte del raión de Geníchesk.
Tras la invasión rusa de Ucrania, el asentamiento ha estado bajo ocupación rusa desde el 24 de febrero de 2022. En la mañana del 9 de agosto de 2022, comenzó un incendio y una detonación de municiones en el depósito de municiones de las fuerzas de ocupación rusas.

## Demografía
La evolución de la población de Novoleksivka entre 2011 y 2022 fue la siguiente:
| 10 224                                                        | 10 182 | 10 647 | 10 026 |
| (Fuente: Cities & Towns of Ukraine y UKRAINE: Größere Städte) |        |        |        |

Según el censo de 2001, la lengua materna de la mayoría de los habitantes, el 40,74%, es el ucraniano; del 31,5% es el ruso y del 5,49%, el tártaro de Crimea.

## Infraestructura

### Arquitectura, monumentos y lugares de interés
Hay una iglesia ortodoxa en honor a la Protección de la Madre de Dios y una mezquita inaugurada en 2001, la mezquita Adzhi Belial Dzhami.

### Transporte
Por Novoleksivka pasa la carretera principal M 18 entre Melitópol y Dzhankói en Crimea. Aquí también se encuentra la estación de trenes local, en la línea Melitópol-Dzhankói.

## Galería

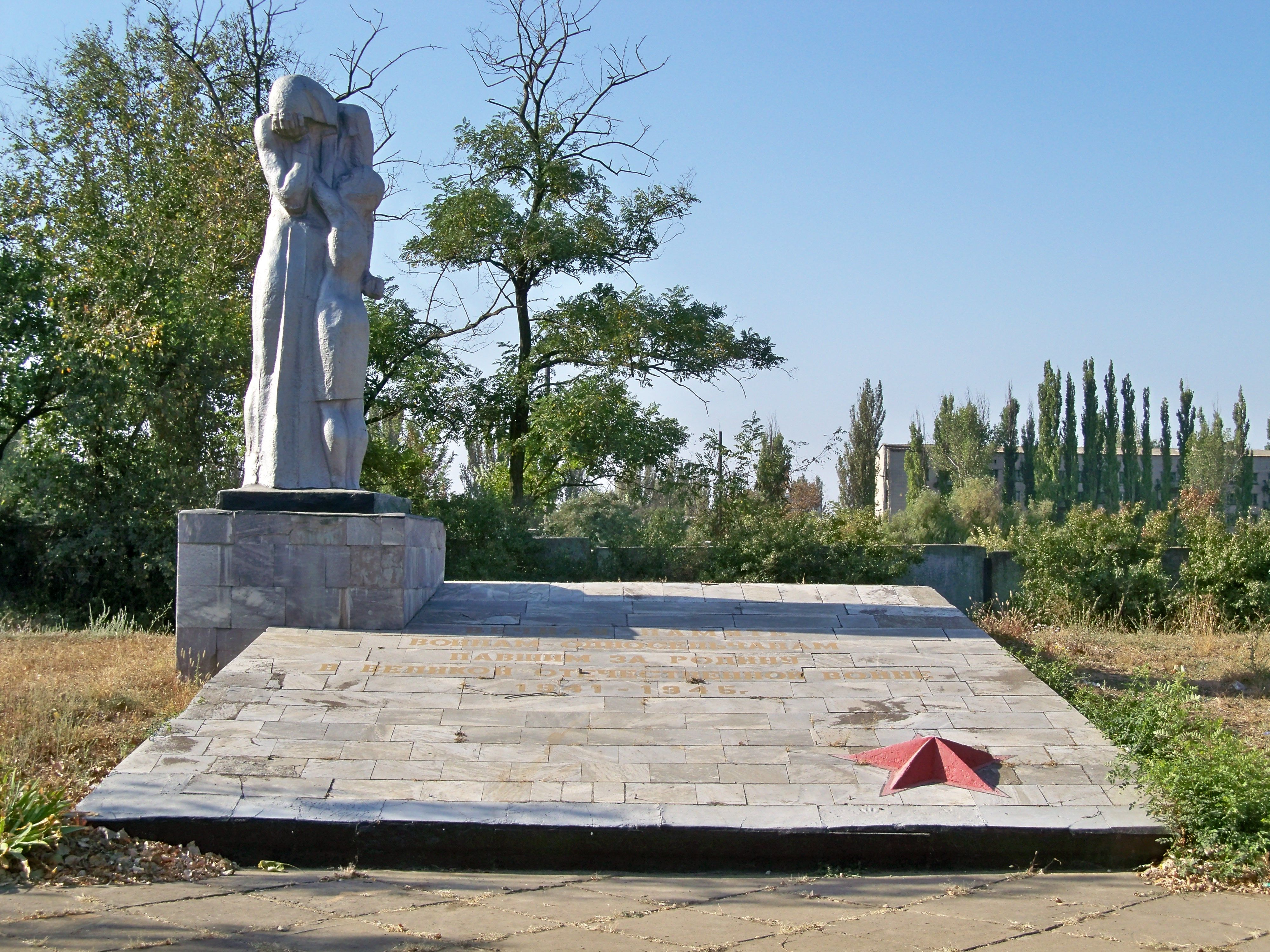
Monumento soviético de la Segunda Guerra Mundial
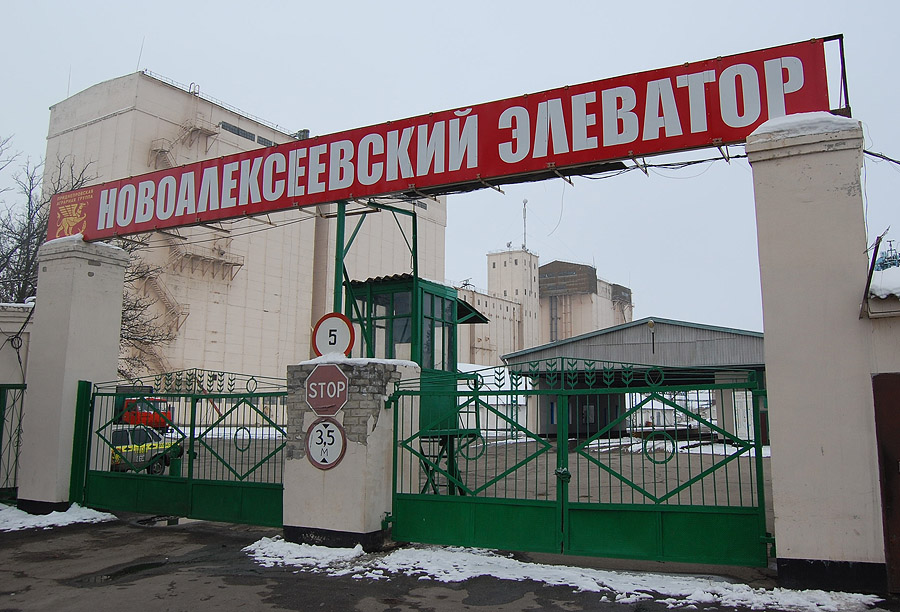
Ascensor de Novoleksivka
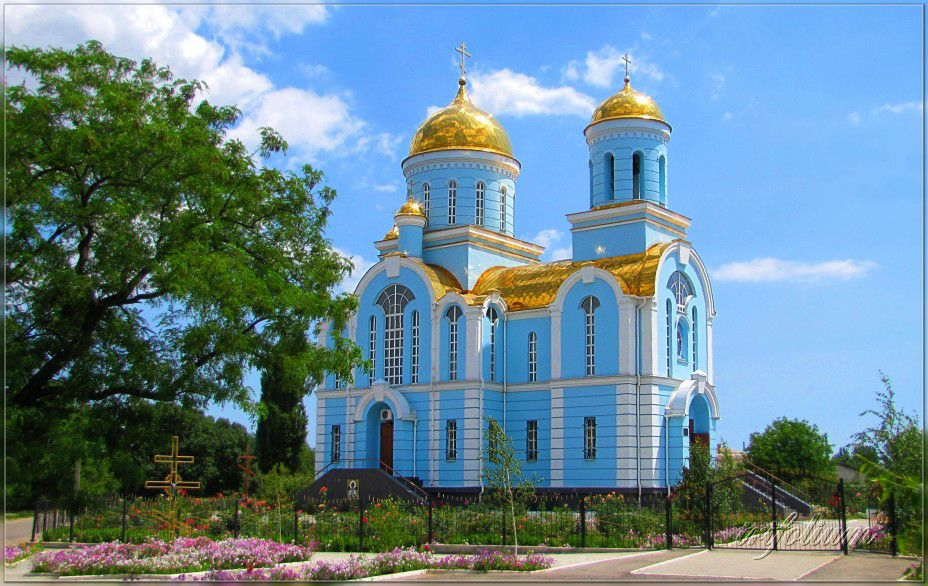
Iglesia de la Santa Intercesión
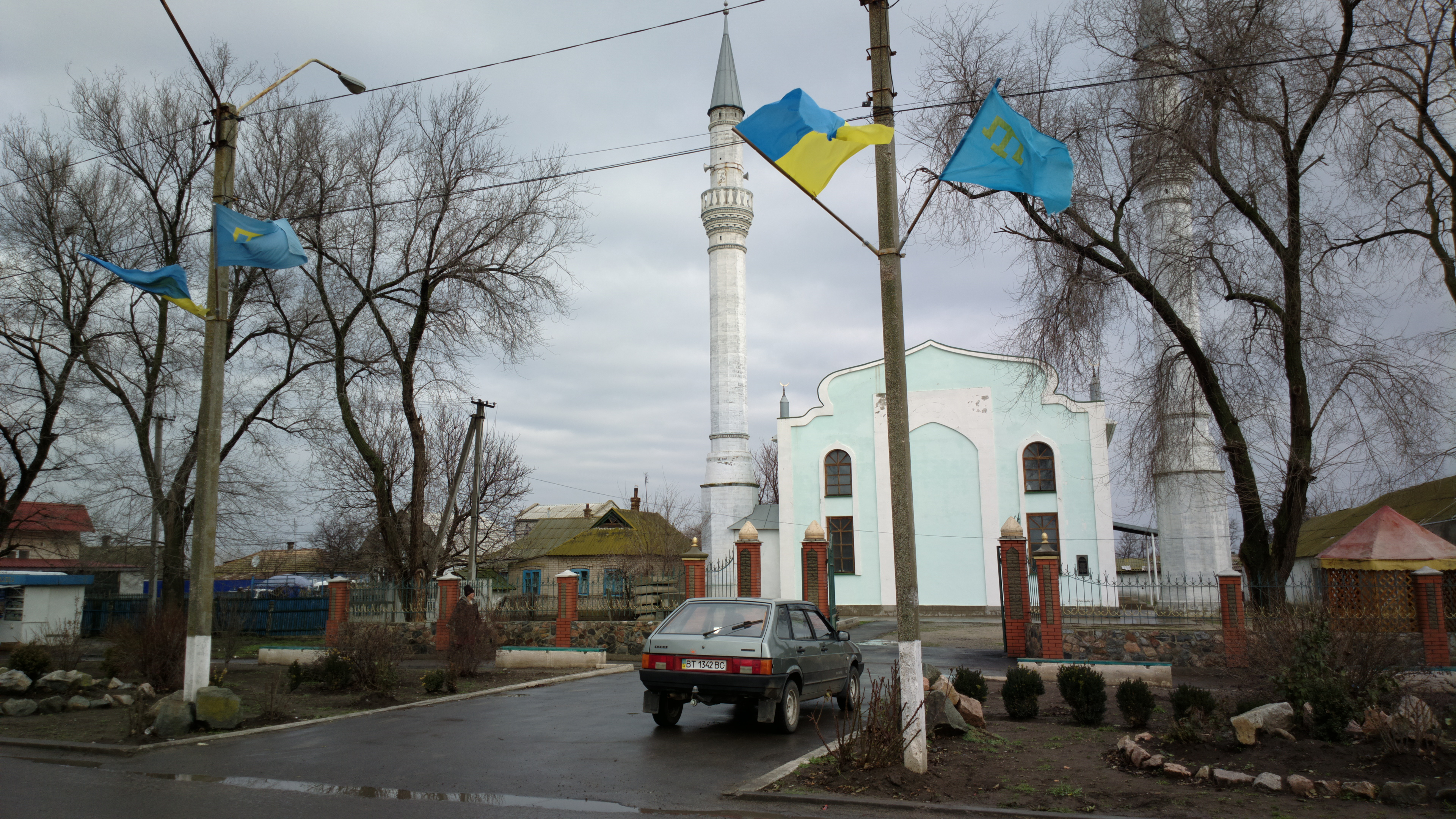
Mezquita